# Cimetière de Laurel Grove
Le cimetière de Laurel Grove est un cimetière situé dans le centre-ville de Savannah, en Géorgie. Il comprend le cimetière d'origine pour les Blancs (maintenant connu comme Laurel Grove North) et un terrain de sépulture associé (appelé Laurel Grove South) qui a été réservé pour les esclaves et les gens de couleur libres.
Le cimetière d'origine a d'innombrables tombes de d'anciens combattants confédérés de Savannah de la guerre de Sécession. Laurel Grove South contient les tombes de milliers d'esclaves et de Noirs libres de la côte de la Géorgie. Le cimetière a été consacré en 1852. L'avocat et poète Henry Rootes Jackson a fait le discours de consécration.
Avec de luxuriantes plantations et des pierres magnifiquement gravées, les deux sections du cimetière de Laurel Grove ressemblent plus aux célèbres cimetières de l'époque victorienne comme le Green-Wood à New York et le Père Lachaise à Paris.

## Histoire
Bien que prévu dès 1818, Laurel Grove accueille pour la première fois des sépultures en 1853. Les administrateurs de Laurel Grove ont lancé récemment un plan ambitieux pour l'informatisation des registres des inhumation du cimetière.
| Nom                       | Notoriété | Références |
| ------------------------- | --- | ---------- |
| Francis Stebbins Bartow   | Politicien confédéré et officier de l'armée ces États confédérés pendant la guerre de Sécession                                                                              |            |
| John M. Berrien           | Sénateur des États-Unis de l'État de Géorgie |            |
| William Bellinger Bulloch | Sénateur des États-Unis de Géorgie et proche du président des États-Unis Theodore Roosevelt                                                                                  |            |
| Robert Milledge Charlton  | Sénateur représentant la Géorgie |            |
| Stephen Elliott           | 37ème évêque de l'Église épiscopale desÉtats-Unis d'Amérique (ECUSA) |            |
| William Bennett Fleming   | Représentant des États-Unis de Géorgie |            |
| Jeremy F. Gilmer          | Chef des Ingénieurs de l'armée des États confédérés pendant la guerre de Sécession                                                                                           |            |
| William Washington Gordon | Politicien et hommes d'affaires, il a co-fondé et servi en tant que premier président de la Central Railroad and Banking Company (maintenant la Central of Georgia Railroad) |            |
| George Paul Harrison, Sr. | Brigadier général (1861–1862) et colonel (1864–1865) de la milice de Géorgie (confédérée) ; membre de la chambre des représentants de Géorgie                                |            |
| Julian Hartridge          | Représentant des États-Unis de Géorgie |            |
| Juliette Gordon Low       | Fondatrice des scouts féminins des USA |            |
| Florence Martus           | Surnommée la « Waving Girl », l’hôtesse non officielle de tous les navires qui entrent et quittent le port de Savannah                                                       |            |
| Lafayette McLaws          | Officier de l'armée des États-Unis et général confédéré lors de la guerre de Sécession                                                                                       |            |
| John Millen               | United States Représentant et avocat de Géorgie |            |
| John William Pearson      | Homme d'affaires et capitaine confédéré des Oklawaha Rangers |            |
| Phoebe Pember             | Infirmière confédérée au Chimborazo Hospital à Richmond, en Virginie, pendant la guerre de Sécession                                                                         |            |
| Philip Phillips           | Avocat, politicien et représentant des États-Unis de l'Alabama |            |
| Moxley Sorrel             | Officier de l'armée des États confédérés et historien de la Confédération |            |
| William Henry Stiles      | Représentant des États-Unis de Géorgie. |            |
| Thomas Manson Norwood     | Sénateur des États-Unis et représentant de Géorgie |            |
| George Welshman Owens     | Représentant des États-Unis et avocat de Géorgie |            |
| James Lord Pierpont       | Écrivain et compositeur de la chanson Jingle Bells |            |
| Joseph Wasden             | Officier confédéré lors de la guerre de Sécession |            |
| James Moore Wayne         | Juge associé de la cour suprême des États-Unis et représentant des États-Unis de Géorgie                                                                                     |            |
| Dr. Richard Wayne         | Maire de Savannah, en Géorgie pendant quatre mandats |            |